# Lechner Racing
Lechner Racing ist ein Rennteam mit Sitz in Österreich. Es ist auch als Lechner Racing School bekannt und will Fahrertalente entdecken. Aktuell fährt Lechner Racing im Porsche Supercup und in der Deutschen Formel-4-Meisterschaft.

## Geschichte

### Sportwagen Rennen

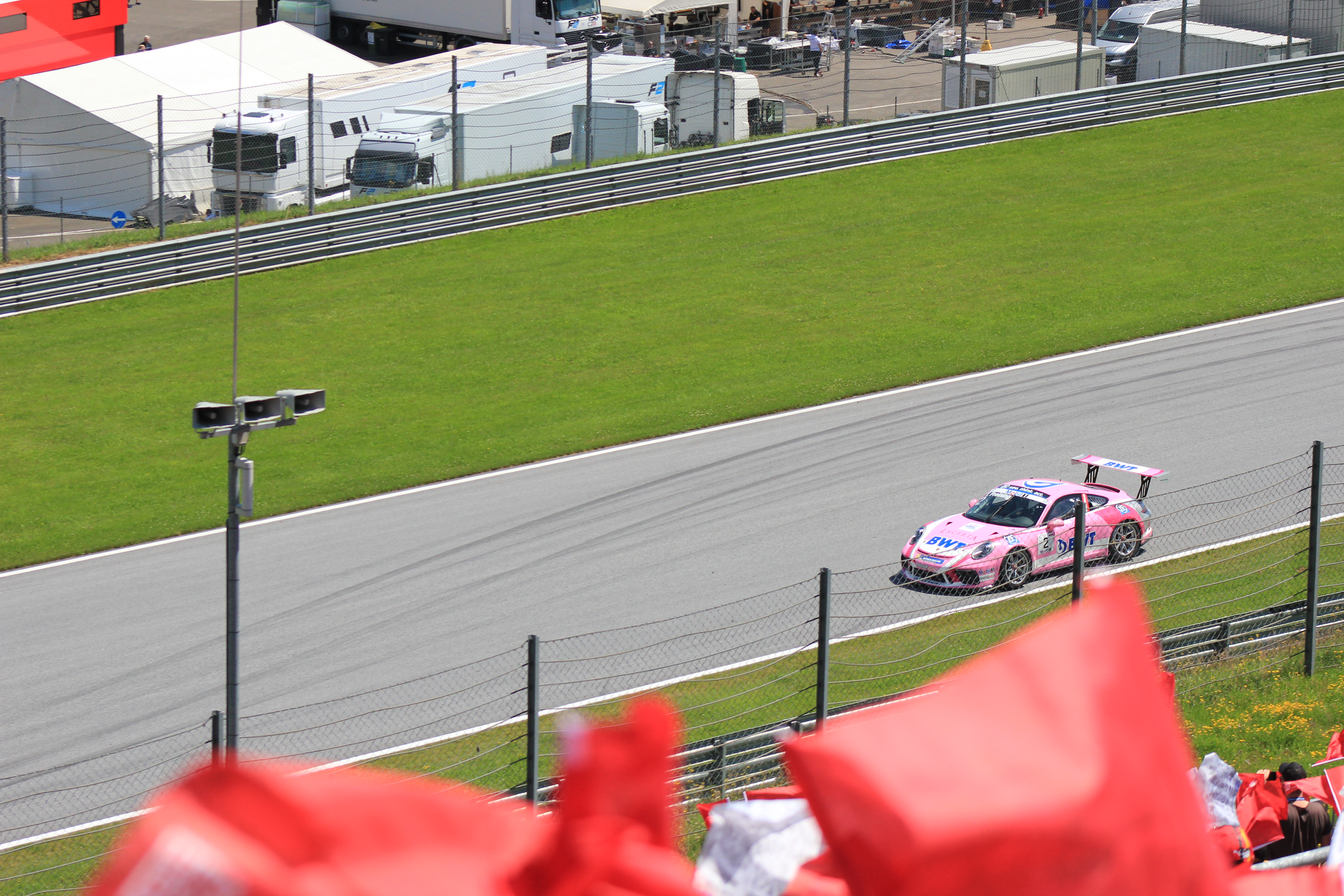
Thomas Preining bei der Auslaufrunde nach seinem Sieg

Lechner Racing trat in den 1990er Jahren in der Interserie an und entwickelte zusammen mit Reynard Motorsport ein eigenes Auto: der Lechner Spyder SC91. Seitdem sind sie seit 2003 aktiv in der Porsche Supercup-Serie. 2005 gewannen sie die Fahrer- und Teamwertung durch Alessandro Zampedri. Es war ihr erster Titel. In den Jahren 2010–2012 sowie 2014 konnten sie noch einmal Meister werden.
Fahrer wie Richard Westbrook, Damien Faulkner, Danny Watts und Patrick Huisman sind im Laufe der Jahre ebenfalls für das Team gefahren. Im Jahr 2009 konnte das Team kein Rennen gewinnen, obwohl Štefan Rosina in der Fahrerwertung den dritten Platz belegte.